# Aj (dagblad)
Aj (Hindi: आज) is een dagblad in het Hindi dat wordt uitgegeven in 11 steden in de Indiase deelstaten Bihar, Jharkhand en Uttar Pradesh. De belangrijkste editie komt uit in Benares (Varanasi). Daarnaast komt de krant uit in Kanpur, Patna, Gorakhpur, Allahabad, Agra, Ranchi, Jamshedpur, Dhanbad, Lucknow en Bareilly.
De krant werd opgericht in 1920 door Shiv Prasad Gupta. Het droeg bij aan de populariteit van Hindi-literatuur bij het Indiase volk. 
Het dagblad wordt uitgegeven door Jnanamandal Limited. De kleinzoon van Gupta, Shardul Vikram Gupta, is anno 2013 hoofdredacteur van de krant.